# Dallol Maouri
Der Dallol Maouri (auch: Dallol Maori, Dallol Mauri, Dallol Mawri) ist ein Trockental im Westen Nigers.

## Name
Dallol ist ein Wort der Sprache Fulfulde und bedeutet „Tal“. Die ethnische Gruppe der Maouri, deren Angehörige entweder Hausa oder Zarma sprechen, waren das Staatsvolk von Aréoua, durch das der Dallol Maouri verläuft.

## Geographie
Der Dallol Maouri ist neben dem Dallol Bosso und dem Dallol Foga eines der großen Trockentäler im Ullemmeden-Becken, die einst große Nebenflüsse des Stroms Niger waren. Er verläuft über eine Länge von etwa 250 Kilometern durch die Region Dosso. Sein Oberlauf ist das aus der Region Tahoua kommende Trockental Tadiss. Die Geologie des Dallol Maouri ist durch mehr oder wenige grobe, manchmal tonige alluviale Sande gekennzeichnet. Zumindest Teile des Trockentals führen in der Regenzeit Wasser, wovon in der Trockenzeit einzelne Teiche, mares genannt, übrigbleiben. Die Unberechenbarkeit der Wasserführung der vielen kleinen Nebentäler (koris) ist eine Hauptursache für Überschwemmungen.

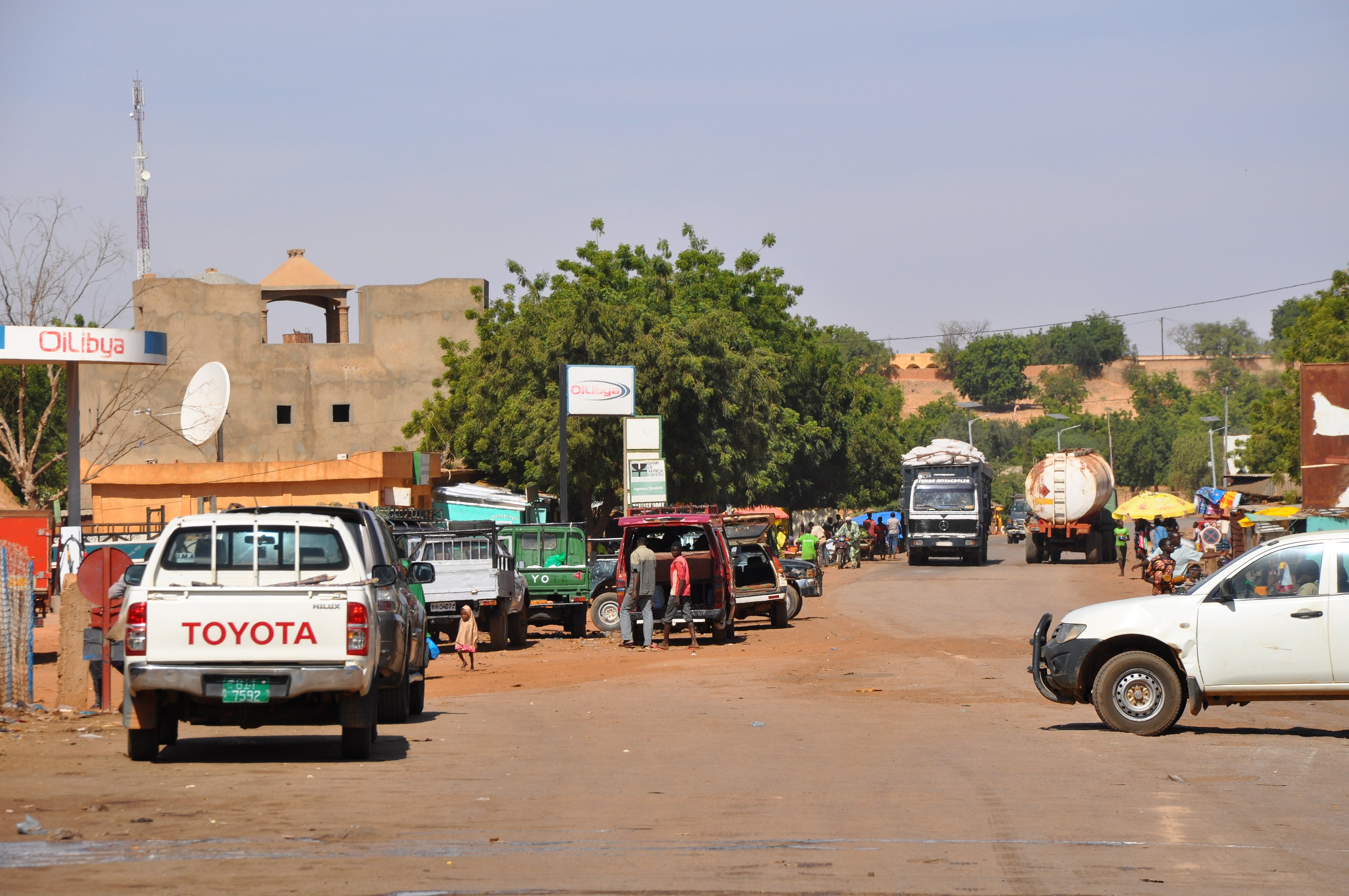
Straßenszene in der Stadt Dogondoutchi am Dallol Maouri

Der Dallol Maouri verläuft grob von Norden nach Süden. Sein oberer Abschnitt in der Landschaft Aréoua liegt klimatisch am Übergang der Sahelzone des Nordens zur Sudanzone des Südens. Die mittlere jährliche Niederschlagshöhe beträgt hier 650 Millimeter. Nach dem Dorf Soucoucoutane mündet das aus der Hochebene Ader Doutchi kommende Trockental Zourourou, das häufig auch als das Tal von Keita bezeichnet wird, in den Dallol Maouri. Es folgen das Dorf Matankari und die Stadt Dogondoutchi. Größere Dörfer im weiteren Verlauf sind Kiéché, Tibiri, Fadama, Guéchémé und Dioundiou.
Der untere Abschnitt des Trockentals in der Landschaft Dendi gehört klimatisch zur Sudanzone. Hier beläuft sich die mittlere jährliche Niederschlagshöhe auf 850 Millimeter. Die Regenzeit fällt in die Monate von Mai bis September. Eine größere Siedlung am unteren Dallol Maouri ist das Dorf Yélou. Kurz vor dem Dorf Bana mündet der Dallol Maouri in das Trockental Dallol Foga, das weiter südwärts bis zum Fluss Niger verläuft. In manchen Veröffentlichungen wird umgekehrt der Dallol Foga als Zubringer des Dallol Maouri bezeichnet.

## Umwelt
Im Talboden und auf dessen selten überschwemmten Anhöhen wachsen unter anderem Äthiopische Palmyrapalmen, Arabische Gummi-Akazien, Bauhinien und Feigen sowie Hundszahngras. Auf den sandigen Hügeln und kleinen Dünen, deren vernässter Boden weniger tief ist, gedeihen außerdem Karitébäume, Diospyros mespiliformis und Crateva religiosa.
Zur Vogelwelt im Dallol Maouri gehören folgende Arten:
- Rallenreiher (Ardeola ralloides)
- Kuhreiher (Bubulcus ibis)
- Seidenreiher (Egretta garzetta)
- Graureiher (Ardea cinerea)
- Schwarzhalsreiher (Ardea melanocephala)
- Purpurreiher (Ardea purpurea)
- Graureiher (Vanellus spinosus)
- Stelzenläufer (Himantopus himantopus)
- Krokodilwächter (Pluvianus aegyptius)
- Rohrweihe (Circus aeruginosus)
- Schwarzmilan (Milvus migrans)
- Kappengeier (Necrosyrtes monachus)
- Graureiher (Ceryle rudis)
- Abdimstorch (Ciconia abdimii)
- Witwenpfeifgans (Dendrocygna viduata)
- Sporngans (Plectropterus gambensis)
- Blaustirn-Blatthühnchen (Actophilornis africanus)
- Teichralle (Gallinula chloropus)
- Waldwasserläufer (Tringa ochropus)
- Höckerglanzgans (Sarkidiornis melanotos)
- Mangrovereiher (Butorides striatus)

In den Teichen im Tal findet man verschiedene Fischarten: Oreochromis niloticus, Zilles Buntbarsch, den Fünfflecken-Buntbarsch, den Afrikanischen Raubwels, Schilbe mystus, Marcusenius senegalensis und den Dunkelbäuchigen Schlangenkopffisch.
Das Feuchtgebiet des Dallol Maouri steht seit 26. April 2004 als eines der Ramsar-Gebiete Nigers unter Schutz. Das 317.520 Hektar große Schutzgebiet umfasst das gesamte Departement Dioundiou und den Osten des Departements Gaya.

## Wirtschaft
Der Dallol Maouri ist für nigrische Verhältnisse dicht besiedelt und wird landwirtschaftlich genutzt. Nach der Regenzeit und vor den Hitzemonaten April und Mai gibt es gute Bedingungen für die Bewässerungsfeldwirtschaft. Am unteren Dallol Maouri wurde bereits im 19. Jahrhundert Salz gewonnen.